# Prawocin
Prawocin (niem. Probotschine, 1937–1945 Probstaue) – część miasta Siechnice w Polsce, w województwie dolnośląskim, w powiecie wrocławskim. Położona jest w rejonie ulicy Prawocińskiej, na południe od centrum Siechnic. 
Dawniej wieś, od 1945 w Polsce, gdzie ustanowił gromadę (odpowiednik sołectwa) w gminie Święta Katarzyna w powiecie wrocławskim w województwie wrocławskim. W związku z reformą administracyjną kraju jesienią 1954 gromada Prawocin weszła w skład nowo utworzonej gromady Święta Katarzyna. 1 stycznia 1973, w związku z kolejną reformą administracyjną kraju, Prawocin wszedł w skład reaktywowanej gminy Święta Katarzyna.
Prawocin włączono do Siechnic w związku z nadaniem Siechnicom statusu miasta 1 stycznia 1997.